# Подубинський Андрій Миронович
Андрій Миронович Подубинський (12 січня 1944, Стрий, Львівська область — 23 березня 2018, Київ) — радянський і український актор театру та кіно. Заслужений артист Української РСР (1978).

## Біографія
Народився 12 січня 1944 року у місті Стрий Львівської області.
З 1961 року навчався у Київському державному інституті театрального мистецтва імені Івана Карпенка-Карого.
Після закінчення навчання з 1965 року — 50 років грав на сцені Київського державного російського драматичного театру ім. Лесі Українки (нині Національний академічний драматичний театр імені Лесі Українки).
Вдумливий, талановитий актор, який володіє гострою гротескною формою в поєднанні з глибокою психологічною розробкою образу. У роботі з різними режисерами проявив себе як актор справжнього драматичного і одночасно трагіфарсового дарування.
У театрі створив ряд яскравих образів у п'єсах вітчизняних і зарубіжних драматургів. Останні роки життя він не виходив на сцену, мав проблеми з ногами. Помер 23 березня 2018 року у Києві.

## Ролі в театрі
- 1969 — «Справедливість — моє ремесло»
- 1970 — «Є така партія!»
- 1971 — «Людина зі сторони»
- 1973 — «Безприданниця», «Варвари»
- 1975 — «Інтерв'ю в Буенос-Айресі»
- 1982 — «Не було… не перебував… не брав»
- 1983 — «З життя комах»
- 1984 — «Я прийшов дати вам волю»
- 1985 — «Теплий попіл»
- 1987 — «Сніданок з невідомими»
- 1988 — «Старий»
- 1990 — «Ідея пана дому»
- 1991 — «Кандід»
- 1993 — «Молоді роки короля Людовіка XI»
- 1997 — «Королівські ігри»
- 1999 — «Ревізор»
- 2002 — «Лулу. Історія куртизанки»

У кіно почав зніматися в студентські роки. Актор кіностудії імені Олександра Довженка.

## Фільмографія
- 1962 — Серед добрих людей — Якоб, син Михайлини
- 1963 — Наймичка — Марко
- 1965 — Перевірено — мін немає — югославський солдат
- 1969 — Берег принцеси Люськи (телефільм) — Льоха
- 1970 — Мир хатам, війна палацам — Харитін
- 1971 — Веселі Жабокричі — музика
- 1971 — Інспектор карного розшуку — експерт-криміналіст
- 1972 — Легка вода — Ігор Глоба
- 1972 — Нічний мотоцикліст — співак в ресторані
- 1973 — Абітурієнтка — Роман, друг Віктора
- 1973 — Не мине й року … — Федя, інженер
- 1975 — Там далеко, за річкою — Семен Семечкін, голова повітового ЧК
- 1976 — Дума про Ковпака — Борис Вакар
- 1977 — Право на любов — Степан Камишин
- 1978 — Казка як казка — виконавець танго «Локони любові»
- 1980 — Довгі дні, короткі тижні — Віктор Ладонніков
- 1980 — Від Бугу до Вісли — Сас
- 1983 — На вагу золота — Лохматовський
- 1984 — Володькине життя — Іван Синєоков, комбат
- 1985 — Пароль знали двоє — Гнат Ковров, зв'язковий, бармен ресторану «Олександрівська слобода»
- 1986 — Нас водила молодість … — Стрепетов, воєнспец Червоної Армії
- 1986 — Міст через життя — Андрій Петрович
- 1988 — Штормове попередження — Степан Тимофійович Косар
- 1991 — Особиста зброя — В'ячеслав Іванович Биков, полковник міліції
- 1991 — Із житія Остапа Вишні (документальний фільм)
- 1992 — Іван і кобила — Іван
- 1992 — Таємниця Вілли — епізод
- 1995 — Дорога на Січ — батько Павла
- 1997 — Роксолана — Хайреддін
- 2002 — Лялька — Микола Ставрів
- 2004 — Попіл Фенікса — Бірюк
- 2005 — Золоті хлопці — епізод
- 2005 — Весілля Барбі — старий
- 2006 — Пороки та їхні прихильники — епізод
- 2009 — Вольф Мессінг: бачив крізь час — епізод

## Дублювання та озвучення українською
- «Політ навігатора» — (дубляж кіностудії ім. Довженко)
- «Справу доручається детективу Тедді» — (озвучення кіностудії «Київнаукфільм»)
- «Енеїда» — читає текст (озвучення студії «Укранімафільм»)
- «Коза-дереза» — (озвучення студії «Укранімафільм»)
- «Різдвяний скарб Міхея» — (дубляж телекомпанії «НСТУ»)
- «Вавилон-5» — (дубляж телеканалу «ICTV»)
- «Даллас» — (дубляж телеканалу «ICTV»)
- «Пірати карибського моря: На краю світу» — Дейві Джонс (дубляж компанії «Невафільм Україна»)
- «Трансформери» — Мегатрон (дубляж студії «Постмодерн»)
- «S.T.A.L.K.E.R. Тінь Чорнобиля» — Сидорович (озвучення компанії «GSC Game World»)
- «Чорнобиль — Хроніка важких тижнів» — читає текст (озвучення)

## Дублювання та озвучення російською
- «Козаки 2: Наполеонівські війни» — Батько Грега Чеффі, ряд персонажів
- «S.T.A.L.K.E.R. Тінь Чорнобиля» — Сідорович (російське озвучення компанії «GSC Game World»)
- «Музичні казки» — виконує пісні (російське озвучення студії «Київнаукфільм»)
- «Пригоди капітана Врунгеля» (радіовистава) — перший коментатор (російське озвучення фірми «Мелодія»)
- «Острів скарбів» (радіовистава) — (російське озвучення)